# Măneciu-Pământeni
Măneciu-Pământeni – wieś w Rumunii, w okręgu Prahova, w gminie Măneciu. W 2011 roku liczyła 3862 mieszkańców.